# Aïssa Maïga

Aïssa Maïga, född i Dakar den 25 maj 1975, är en fransk skådespelare med senegalesiskt-gambiskt-maliskt ursprung. Hon flyttade vid fyra års ålder till Fresnes i Frankrike tillsammans med sin mor. De flyttade vidare till Paris när Maïga var nio år. Hennes far var journalist och omkom 1987 i oroligheter i Ouagadougou, Burkina Faso.
Aïssa Maïga har medverkat i många film- och TV-roller men även i flera teateruppsättningar, inte sällan som komedienne. Hon har mottagit många prestigefulla filmpriser.

## Filmer (i urval)
- 1996: Saraka Bo
- 1997: La Revanche
- 1999: Jonas et Lila, à demain
- 2000: Marie-Line
- 2001: Lise et André
- 2001: Voyage à Ouaga
- 2001: Les Baigneuses
- 2003: Mes enfants ne sont pas comme les autres
- 2004: L'un reste, l'autre part
- 2004: Travaux, on sait quand ça commence...
- 2004: Les Poupées Russes
- 2005: Caché
- 2005: Je vais bien, ne t'en fais pas
- 2005: Une famille parfaite
- 2006: Demba
- 2006: Bamako
- 2006: Prête-moi ta main d
- 2007: L'Âge d'homme... maintenant ou jamais!
- 2008: Bianco e nero
- 2008: Les Insoumis
- 2009: Diamant 13
- 2010: Ensemble, c'est trop
- 2010: Le temps de la kermesse est terminé
- 2011: L'Avocat
- 2011: Mineurs 27
- 2012: Sur la piste du Marsupilami
- 2012: Aujourd'hui
- 2013: Dagarnas skum (L'Écume des jours)
- 2013: Aya de Yopougon
- 2014: Allt för Alice